# Urek Urek
Urek Urek is een bestuurslaag in het regentschap Malang van de provincie Oost-Java, Indonesië. Urek Urek telt 6169 inwoners (volkstelling 2010).